# Wojciech Królikowski
Wojciech Jan Królikowski (ur. 16 lipca 1926 w Warszawie, zm. 29 kwietnia 2019 tamże) – polski fizyk teoretyk (specjalność: teoria cząstek elementarnych i kwantowa teoria pola), profesor emerytowany Instytutu Fizyki Teoretycznej Uniwersytetu Warszawskiego, członek rzeczywisty Polskiej Akademii Nauk (od 1980).

## Życiorys
Urodził się w rodzinie Stefana (1894–1945) i Kazimiery z Tabaczyńskich (1892–1975). Pradziadem Wojciecha był Jan Walery Królikowski – polski aktor i reżyser. W 1952 otrzymał stopień doktora (promotorem jego pracy doktorskiej był profesor Wojciech Rubinowicz), po czym w latach 1956–1957 odbył staż naukowy pod kierunkiem Wolfganga Pauliego na Politechnice Federalnej w Zurychu. W 1957 uzyskał habilitację, a w 1965 tytuł profesora.
Rok 1961 spędził w Instytucie Studiów Zaawansowanych (IAS) w Princeton. Pracował również w Europejskim Laboratorium Fizyki Cząstek (CERN) w Genewie i w Międzynarodowym Instytucie Fizyki Teoretycznej (ICTP) w Trieście.
Zainicjował badania w zakresie teorii cząstek elementarnych w Uniwersytecie Warszawskim. W 1960 utworzył Zakład Teorii Cząstek Elementarnych, którym kierował aż do przejścia na emeryturę. Z Janem Rzewuskim podał sformułowanie relatywistycznej teorii kwantowej kilku ciał. Zaproponował hipotezę kwarków złożonych. Był jednym z pierwszych teoretyków, który do opisu oddziaływań silnych wprowadził nową liczbę kwantową. Jest autorem modelu trzech generacji leptonów i kwarków.
Wspólnie z Wojciechem Rubinowiczem opracował podręcznik akademicki Mechanika teoretyczna (pierwsze wydanie 1955, łącznie 9 wydań).
Wojciech Królikowski był mężem Zofii z Zienkiewiczów (ur. 1928), ojcem:
- Jana Stefana (ur. 1952), fizyka w Instytucie Fizyki Doświadczalnej Uniwersytetu Warszawskiego (IFD UW) w Warszawie,
- Małgorzaty Królikowskiej-Sołtan, astronoma w Centrum Badań Kosmicznych PAN (CBK PAN) w Warszawie.

Zmarł w Warszawie, pochowany na cmentarzu Powązkowskim (kwatera 51-3-19).

## Ordery i odznaczenia
- Krzyż Kawalerski Orderu Odrodzenia Polski
- Złoty Krzyż Zasługi
- Medal Mariana Smoluchowskiego (1987)